# Skeleton na Zimních olympijských hrách 2022
Závody na skeletonu na Zimních olympijských hrách 2022 probíhají od 10. do 12. února 2022 na bobové a sáňkařské dráze Xiaohaituo v Číně.

## Program
- 10. února 2018, 9:30 – 12:30, Muži, jednotlivci, jízda 1 a 2
- 11. února 2018, 9:30 – 12:30, Ženy, jednotlivkyně, jízda 1 a 2
- 11. února 2018, 20:20 – 23:25, Muži, jednotlivci, jízda 3 a 4
- 12. února 2018, 20:20 – 23:25, Ženy, jednotlivkyně, jízda 3 a 4

## Medailové pořadí zemí
| Pořadí | Země             | Zlato | Stříbro | Bronz | Celkově |
| ------ | ---------------- | ----- | ------- | ----- | ------- |
| 1.     | Německo (GER)    | 2     | 1       | 0     | 3       |
| 2.     | Austrálie (AUS)  | 0     | 1       | 0     | 1       |
| 3.     | Čína (CHN)       | 0     | 0       | 1     | 1       |
| 4.     | Nizozemsko (NED) | 0     | 0       | 1     | 1       |
|        | Celkem           | 2     | 2       | 2     | 6       |

## Medailisté

### Muži
| Disciplína  | Zlato                                | Výkon   | Stříbro                    | Výkon   | Bronz                     | Výkon   |
| ----------- | ------------------------------------ | ------- | -------------------------- | ------- | ------------------------- | ------- |
| jednotlivci | Christopher Grotheer · Německo (GER) | 4:01,44 | Axel Jungk · Německo (GER) | 4:01,67 | Jen Wen-kang · Čína (CHN) | 4:01,77 |

### Ženy
| Disciplína    | Zlato                           | Výkon   | Stříbro                               | Výkon   | Bronz                               | Výkon   |
| ------------- | ------------------------------- | ------- | ------------------------------------- | ------- | ----------------------------------- | ------- |
| jednotlivkyně | Hannah Neiseová · Německo (GER) | 4:07,62 | Jaclyn Narracottová · Austrálie (AUS) | 4:08,24 | Kimberley Bosová · Nizozemsko (NED) | 4:08,46 |